# Рафинирование металлов
Рафинирование металлов — очистка первичных (черновых) металлов от примесей. Черновые металлы, получаемые из сырья, содержат 96—99 % основного металла, остальное приходится на примеси. Такие металлы не могут использоваться промышленностью из-за низких физико-химических и механических свойств. Примеси, содержащиеся в черновых металлах, могут иметь собственную ценность. Так, стоимость золота и серебра, извлечённых из медной шихты, полностью окупает все затраты на рафинирование. Различают 3 основных метода рафинирования: пирометаллургический, электролитический и химический. В основе всех методов лежит различие свойств элементов: температуры плавления, плотности, электроотрицательности и других. Для получения чистых металлов нередко используют последовательно несколько способов рафинирования.
В англоязычной литературе выделяют Купеллирование, Процесс Патиссона, Процесс Паркеса. Для меди применяют Огневое рафинирование и электролитическое рафинирование.

## Пирометаллургическое рафинирование
Осуществляется при высокой температуре в расплавах и имеет ряд разновидностей. Окислительное рафинирование основано на способности некоторых примесей образовывать с O, S, Cl, F более прочные соединения, чем соединения основного металла с теми же элементами. Способ применяется, например, для очистки Cu, Pb, Zn, Sn. Так, при продувке жидкой меди воздухом примеси Fe, Ni, Zn, Pb, Sb, As, Sn, имеющих большее сродство к кислороду, чем Cu, образуют оксиды, которые всплывают на поверхность ванны и удаляются.
Ликвацийное разделение основано на различии температур плавления и плотности компонентов, составляющих сплав, и на малой их взаимной растворимости. Например, при охлаждении жидкого чернового свинца из него при определённых температурах выделяются кристаллы Cu (т. н. шликеры), которые вследствие меньшей плотности всплывают на поверхность и удаляются. Способ применяется для очистки чернового свинца от Cu, Ag, Au, Bi, очистки чернового цинка от Fe, Cu, Pb, при P, Sn и других металлах.
При фракционной перекристаллизации используется различие в растворимости примесей металла в твёрдой и жидкой фазах с учётом медленной диффузии примесей в твёрдой фазе. Способ применяется в производстве полупроводниковых материалов и для получения металлов высокой чистоты (например, зонная плавка, плазменная металлургия, вытягивание монокристаллов из расплава, направленная кристаллизация).
В основе ректификации, или дистилляции, лежит различие в температурах кипения основного металла и примеси. Рафинирование осуществляется в форме непрерывного противоточного процесса, в котором операции возгонки и конденсации фракций, удаляемых многократно повторяются. Использование вакуума позволяет заметно ускорить рафинирования. Способ применяется при очистке Zn от Cd, Pb от Zn, при разделении Al и Mg, в металлургии Ti и других процессах. Безвоздушное просеивания жидкого металла через керамические фильтры (например, в металлургии Sn) позволяет удалить взвешенные в нём твёрдые примеси. При рафинировании стали в ковше жидкими синтетическими шлаками поверхность соприкосновения между металлом и шлаком в результате их перемешивания значительно больше, чем при проведении рафинировочных процессов в плавильном агрегате; благодаря этому резко повышается интенсивность протекания десульфурации, дефосфорации, раскисления металлов, очистки его от неметаллических включений. Редактирование состава стали продувкой расплава инертными газами используется для удаления из металла взвешенных частиц шлака или твёрдых оксидов, прилипают к пузырькам газа и плавают на поверхность расплава.

## Электролитическое рафинирование
Электролитическое рафинирование является электролизом водных растворов или солевых расплавов и позволяет получать металлы высокой чистоты. Применяется для глубокой очистки большинства цветных металлов.
Электролитическое рафинирование с растворимыми металлами заключается в анодном растворении металлов очищаемых и осаждении на катоде чистых металлов как следствие приобретения ионами основного металла электронов внешней цепи. Разделение металлов под действием электролиза возможно из-за различий электрохимических потенциалов примесей и основного металла. Например, нормальный электродный потенциал Cu относительно водородного электрода сравнения, принятого нуля + 0,346, в Au и Ag эта величина имеет более положительное значение, а у Ni, Fe, Zn, Mn, Pb, Sn, Co нормальный электродный потенциал отрицательный. При электролизе медь осаждается на катоде, благородные металлы, здесь не растворяясь, оседают на дно электролитной ванны в виде шлама, а металлы, обладающие отрицательным электродным потенциалом, накапливаются в электролите, который периодически очищают. Иногда (например, в гидрометаллургии Zn) используют электролитическое рафинирование с нерастворимыми анодами. Основной металл находится в растворе, предварительно тщательно очищенном от примесей, и в результате электролиза осаждается в компактном виде на катоде.

## Химическое рафинирование
Основано на различной растворимости металла и примесей в растворах кислот или щелочей. Примеси постепенно накапливаются в растворе, выделяются из него химическим путём (гидролиз, цементация, образование труднорастворимых соединений, очистка с помощью экстракции или ионного обмена). Примером химического рафинирования может служить аффинаж благородных металлов. Рафинирование Au проводят в кипящей серной или азотной кислоте. Примеси Cu, Ag и других металлов растворяются, а очищенное золото остаётся в нерастворимом осадке.